# Крістіна Фалькенланд
Крістіна Фалькенланд (швед. Christine Falkenland, 21 квітня 1967, Гетеборг) — шведська письменниця.

## Біографія
Народилася в лютеранської родині, виховувалася в дусі шартаунізму, готувалася стати священником. Переїхала до Стокгольма, зайнялася журналістикою. Дебютувала 1991 року книгою віршів, як поетеса зазнала глибокого впливу Гуннара Екелефа. 1996 року вийшов її перший роман. Випустила декілька книг для дітей. На її вірші шведський композитор Стефан Клавердаль написав ораторію Жива вода (2009), до її релігійної лірики звертаються й інші композитори. Вірші та проза Фалькенланд перекладені багатьма європейськими мовами.
Мешкає в Гетеборзі з чоловіком та сином.

## Твори

### Збірки віршів
- 1991 — Illusio, Stockholm: Gedin, ISBN 91-7964-092-3 — «Марево»
- 1992 — Huvudskalleplatsen, Stockholm: Gedin, ISBN 91-7964-123-7 — «Голгофа»
- 1994 — Ve, Stockholm: Gedin, ISBN 91-7964-148-2 — «Біль»
- 1995 — Blodbok, Stockholm: Gedin, ISBN 91-7964-171-7 — «Кривава книжка»
- 1999 — 4 x dikter, Stockholm: Wahlström & Widstrand, ISBN 91-46-17510-5 — «Чотири рази вірші»
- 2004 — Om honom, Stockholm: Wahlström & Widstrand, ISBN 91-46-20398-2 — «Про нього»

### Романи
- 1996 — Släggan och städet, Stockholm: Gedin, ISBN 91-7964-240-3 — «Молот і ковадло»
- 1997 — Skärvor av en sönderslagen spegel, Stockholm: Gedin, ISBN 91-7964-233-0 — «Скалки розбитого дзеркала»
- 1998 — Min skugga, Stockholm: Wahlström & Widstrand, ISBN 91-46-17380-3 — «Моя тінь»
- 2000 — Själens begär, Stockholm: Wahlström & Widstrand, ISBN 91-46-17751-5 — «Прагнення душі»
- 2003 — Öde, Stockholm: Wahlström & Widstrand, ISBN 91-46-20241-2 — «Доля»
- 2006 — Trasdockan, Stockholm: Wahlström & Widstrand, ISBN 9146212191 — «Ганчір'яна лялька»
- 2008 — Vinterträdgården, Stockholm: Wahlström & Widstrand, ISBN 9789146218142 — «Зимовий сад»
- 2011 — Sfinx, Stockholm: Wahlström & Widstrand, ISBN 9789146221036 — «Сфінкс»
- 2012 — 4 x prosa, Stockholm: Wahlström & Widstrand, ISBN 9789146218166 — «Чотири рази проза»
- 2014 — Spjärna mot udden, Stockholm: Wahlström & Widstrand, ISBN 9789146225447 — «Безуспішний опір»
- 2018 — Själasörjaren, Stockholm: Wahlström & Widstrand, ISBN 9789146234043 — «Духовний наставник»

### Твори для дітей і молоді
- 2005 — Albert och fiolen, Stockholm: Eriksson & Lindgren, ISBN 91-85199-37-0 — «Альберт і скрипка»
- 2006 — Dansa Dixi, Stockholm: Eriksson & Lindgren, ISBN 91-85199-73-7 — «Танцюй, Діксі»
- 2007 — Josefs resa, Stockholm: Eriksson & Lindgren, ISBN 9789173770019 — «Подорож Йосефа»
- 2008 — Vill du gifta dej med mej?, Stockholm: Eriksson & Lindgren, ISBN 9789173770163 — «Чи одружишся зі мною?»

### Інші
- 2003 — «Brustet halleluja», psalm 911 i Psalmer i 2000-talet, Stockholm: Verbum, ISBN 91-526-2857-4 — «Нескла́дне алілуя»
- 2004 — Miserere [Musiktryck]: for reciter, chamber ensemble and tape till musik av tonsättaren Axel Englund, Stockholm: STIM/Svensk musik — «Помилуй мене, Боже»
- 2004 — Längtan korslagd [Musiktryck]: for soprano, viola and harpsichord till musik av tonsättaren Axel Englund, Stockholm: STIM/Svensk musik — «Схрещена туга»
- 2007 — Rekviem [Libretto], musik av kompositören Jan Sandström — «Реквієм»
- 2009 — Levande vatten — ett oratorium om dopet [Libretto] med musik av Stefan Klaverdal — «Жива вода»

## Нагороди і відзнаки
- 1998 — Літературна премія Видавництва Вальстрема і Відстранда
- 2003 — Літературна премія газети «Свенска даґбладет»
- 2004 — Стипендія Товариства Андерса Фрустенсона за псалми й вірші
- 2004 — Стипендія Культурної ради Шведської церкви
- 2004 — Премія Шведського радіо за роман
- 2005 — Стипендія міста Гетеборг для письменників
- 2006 — Літературна премія Дальсланду
- 2007 — Стипендія Фонду пам'яті Лени Вендельфельт
- 2009 — Зимова премія Товариства дев'яти
- 2010 — Стипендія Товариства Андерса Фрустенсона за псалми й вірші
- 2014 — Премія Стипендіального фонду Альберта Бонніра для шведських письменників
- 2015 — Стипендія Товариства Андерса Фрустенсона за псалми й вірші
- 2016 — Стипендія Комітету культури Західного Єталанду
- 2018 — Стипендія Фонду пам'яті Лени Вендельфельт
- 2019 — Стипендія Сигтунського фонду
- 2020 — Гостьова стипендія Комітету культури Західного Єталанду
- 2020 — Стипендія міста Гетеборг для письменників

## Переклади українською
- «Моя тінь». — Буча: Видавництво Жупанського, 2004. 125 с. ISBN 978-966-8118-04-9. Переклад Галини Кирпи
- «18 поетів із Гетеборга». — Тернопіль: Крок, 2011. 242 с. ISBN 978-966-2362-49-9. Переклад Лева Грицюка